# Ernst zu Leiningen

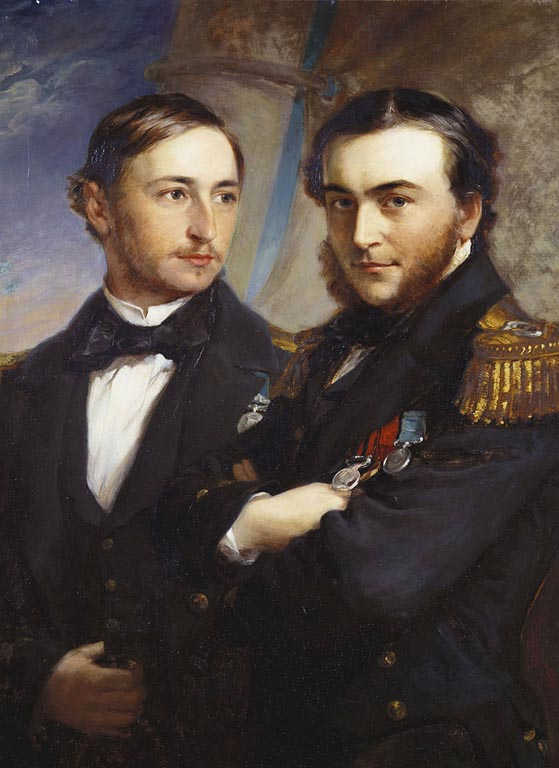
Ernst zu Leiningen, links met Victor van Hohenlohe-Langenburg

Ernst Leopold Victor Carl August Joseph Emich zu Leiningen (Amorbach, 9 november 1830 — aldaar,  5 april 1904) was een prins zu Leiningen. Hij was de oudste zoon van Karl, derde vorst zu Leiningen en Maria gravin von Klebelsberg. Zijn vader was - via diens moeder Victoria van Saksen-Coburg-Saalfeld - een halfbroer van de Britse vorstin Victoria. 
Leiningen, telg uit het geslacht Zu Leiningen, volgde in 1856 zijn vader op als regerend vorst van Leiningen en trouwde twee jaar later met Maria van Baden, de een-na jongste dochter van hertog Leopold van Baden en prinses Sofie van Zweden. Het paar kreeg twee kinderen:
- Alberta (1863-1901)
- Emich Eduard Karel V (1866-1939)